# Vietri sul Mare
Vietri sul Mare (en napolità: Vietre) és una municipi italià de la província de Salern a la Campània. Està situat just a l'oest de Salern, separat del port de Salern per un mur del port.
És el municipi més poblat de la costa Amalfitiana així com el seu territori més oriental, conegut des del segle xv per l'antiga tradició de treball de la ceràmica policromada. Basa la seva economia en l'artesania i el turisme.
El Palazzo Solimene va ser construït després de la Segona Guerra Mundial per Paolo Soleri i acull col·leccions de ceràmica. El Palazzo Taiani és conegut per la seva torre de colomar, que antigament s'utilitzava per a vigilar les incursions dels sarraïns. Al poble proper de Raito hi ha el Museo provinciale della Ceramica.